# Гонсалес, Кармелита
Кармелита Гонсалес (исп. Carmelita Gonzalez) (11 июля 1928, Мехико, Мексика — 30 апреля, 2010, там же) — мексиканская актриса эпохи «Золотого века мексиканского кинематографа».

## Биография
Родилась 11 июля 1928 года в Мехико. В мексиканском кинематографе дебютировала в 1945 году и с тех пор снялась в 113 работах в фильмах и телесериалах. Снималась вместе с плеядой выдающихся актёров: Педро Инфанте, Кантинфласом и Хорхе Негрете.

### Последние годы жизни
В 2003 году актриса порвала с кинематографом по состоянию здоровья и старости. В 2010 году актриса заболела пневмонией, и актрису положили в больницу Святой Елены, там она и скончалась 30 апреля 2010 года.

## Фильмография

### Избранные телесериалы
- 1985—2007 — Женщина, случаи из реальной жизни
- 1997 — «Секрет Алехандры» — Каролина
- 2000 — «Моя судьба — это ты» — Асунсьон Риваденерия
- 2002-03 — «Таковы эти женщины» — тётя Лувия
- 2003-04 — «Полюбить снова» — Лидия

### Избранные фильмы
- 1952 — «Лестница в небо» — Альбина
- 1956 — «Вокруг Света за 80 дней» — Экстра
- 1976 — «Бандиты с замёрзшей реки» — Паскуала

### Избранные документальные фильмы
- 1993 — «Память мексиканского кино»